# Paulino de Nola
Paulino de Nola (em latim: Paulinus Nolanus; Bórdeus, 354 - Sícilia, 22 de junho de 431), nascido Pôncio Merópio Anício Paulino (em latim: Pontius Meropius Anicius Paulinus), foi Bispo da Diocese de Nola, e é considerado um dos Padres da Igreja do ocidente. 
Na sua juventude foi cônsul e exerceu importantes cargos civis no Império Romano do Ocidente, até ser batizado. Vendeu seus bens, distribuindo o dinheiro aos pobres e, com sua esposa Terásia de Nola, passou a viver vida eremítica.
Recebeu a ordenado episcopal em 409, provavelmente logo após a morte de Terásia, como chefe da Diocese de Nola, onde governou até sua morte em 431.
Foi contemporâneo de Santo Agostinho e São Jerônimo, e é venerado como santo pela Igreja Católica, tendo sua festa litúrgica em 22 de junho.

## Biografia
Governou a Campânia, no sul da Itália, e ficou conhecido pela sua mansidão e sabedoria neste cargo. O início de sua conversão ao cristianismo é fruto do seu contato com a fé simples e intensa do povo desta região. Após a morte de seu filho recém-nascido, decidiu junto com a sua mulher doar os seus bens aos pobres, viver em casta fraternidade e fundar uma comunidade monástica. 
Foi ordenado sacerdote no natal de 394, em Barcelona.
Sua atividade pastoral ficou marcada pela sua particular atenção para com os pobres, deixando sempre a imagem de autêntico "pastor da caridade".
Deixou escritos vários tratados de teologia e compôs uma coleção de poemas, notáveis pela elegância do seu estilo.
Segundo o Papa Bento XVI a sua conversãoː
"impressionou aos seus contemporâneos, que o reprovavam o desprezo pelos bens materiais e o abandono da sua vocação de literato, ao que Paulino replicava que a sua entrega aos pobres não significava desprezo pelos bens terrenos, mas o contrário, valorizava-os ainda mais para o fim mais alto da caridade e que "uma nova estética governava a sua sensibilidade: a beleza de Deus encarnado, crucificado e ressuscitado."" (Audiência geral, 12.dez.2007).